# Coronel Murta
Coronel Murta es un municipio brasileño del estado de Minas Gerais. Tiene una altitud de 322m y su población estimada en 2004 era de 9.105 habitantes. Su área es de 813,853 km². Está situado en los márgenes del río Jequitinhonha. 

## Carreteras
- BR-342

## Economía
La extracción mineral, cuyas valiosas piedras son comercializadas en todo el país e inclusive exportadas.